# Lacy Clay

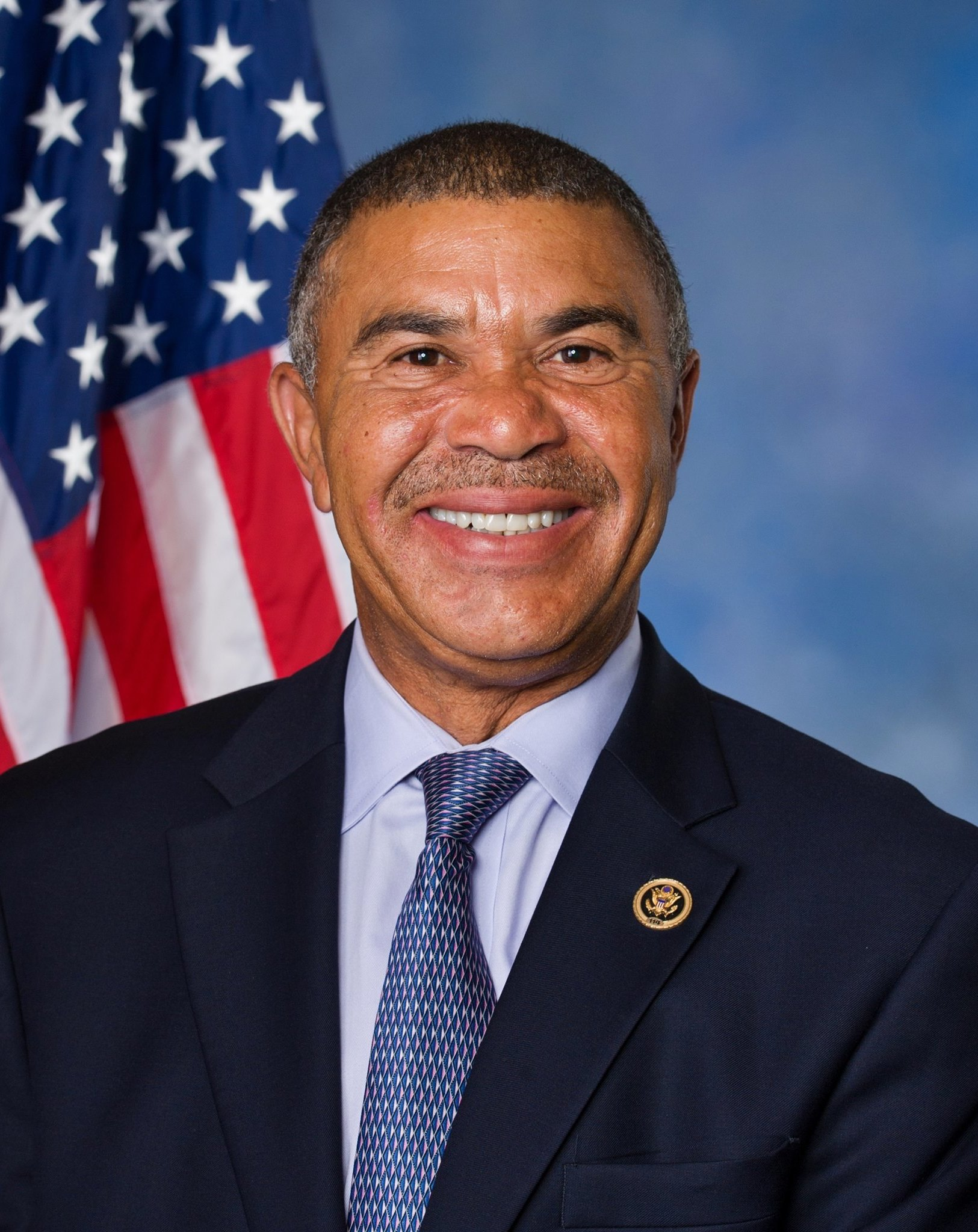
Lacy Clay 2015.

William Lacy Clay, Jr., född 27 juli 1956 i Saint Louis, Missouri, är en amerikansk demokratisk politiker.
Clay gick i skola i Springbrook High School i Silver Spring, Maryland. Han avlade 1983 sin kandidatexamen vid University of Maryland.
Clay var ledamot av Missouri House of Representatives, underhuset i delstatens lagstiftande församling, 1983–1991. Han var sedan ledamot av delstatens senat 1991–2001.
Han representerade delstaten Missouris första distrikt i USA:s representanthus mellan 2001 och 2021. Han kandiderade 2020 för ytterligare en mandatperiod, men förlorade i Demokraternas primärval mot Cori Bush.
Lacy Clay efterträdde sin far i representanthuset; fadern Bill Clay var kongressledamot 1969–2001.